# Observatorio del Carbono Profundo
El Observatorio del Carbono Profundo (DCO por el acrónimo en inglés de Deep Carbon Observatory) es un programa de investigación global diseñado para transformar el entendimiento del papel del carbono en la Tierra. Se trata de una comunidad científica que incluye biólogos, físicos, geocientíficos y químicos, cuyo trabajo atraviesa transversalmente las líneas disciplinarias tradicionales para integrar y desarrollar el nuevo campo de estudio del carbono profundo. Para complementar la investigación, la infraestructura del DCO abarca la educación y el compromiso del público, la asistencia a la comunidad en línea y fuera de línea, un innovador manejo de datos y el desarrollo de instrumental original.
En diciembre de 2018, los investigadores anunciaron que cantidades considerables de seres vivos, incluyendo 70% de las bacterias y arqueas de la Tierra, viven en ambientes de hasta 4,8 km de profundidad y hasta 2,5 km por debajo del lecho marino, lo que representa hasta 23 mil millones de toneladas de carbono, según un proyecto del DCO que abarcó un período de diez años.

## Historia
En 2007, Robert Hazen, científico sénior del Laboratorio de Geofísica del Instituto Carnegie (Washington D. C.), dio una conferencia en el Club Century de Nueva York sobre el papel de las reacciones geofísicas en los orígenes y desarrollo de la vida en la Tierra. Entre los asistentes se encontraba Jesse H. Ausubel, catedrático de la Universidad Rockefeller y director de la Fundación Alfred P. Sloan, quien se mostró interesado en el libro de Hazen, Genesis: The Scientific Quest for Life's Origins (Génesis: la búsqueda científica de los orígenes de la vida). 
Después de dos años de planificación y colaboración, Hazen y sus colegas lanzaron oficialmente el Observatorio en agosto de 2009, con sede en el referido laboratorio del Instituto Carnegie. En colaboración con más de 100 científicos invitados en 2008 a participar en un taller sobre el ciclo del carbono profundo, Ausubel y Hazen expandieron la idea original, estableciendo que dejarían de enfocarse en el origen de la vida para avanzar sobre el entendimiento el carbono como eje central de su investigación.

## Ciclo del carbono profundo
La investigación del DCO considera el ciclo del carbono de manera global, más allá de la superficie de la Tierra. Explora la síntesis orgánica a altas presiones y temperaturas extremas, las interacciones complejas entre moléculas orgánicas y minerales, realiza trabajo de campo en ecosistemas microbióticos profundos y en anomalías geoquímicas del petróleo, y construye modelos teóricos de fuentes y sumideros de carbono en la corteza inferior.

## Programas de investigación
El Observatorio se organiza en torno a cuatro grupos de trabajo enfocados en los temas de:
- reservas y flujos de carbono;
- vida profunda;
- energía profunda;
- física y química extremas.

### Reservas y flujos
El grupo que trabaja en el área de reservas y flujos explora el depósito y el transporte del carbono en el interior profundo de la Tierra. La desorción o desgasamiento —es decir, la separación natural de los gases contenidos en las rocas— de origen volcánico o tectónico es el vehículo principal del flujo del carbono desde y hacia las profundidades de la Tierra. Sin embargo, tanto los procesos y los índices de desgasamiento de dichos flujos, como su variabilidad a lo largo de la historia de la Tierra permanecen sin ser comprendidos adecuadamente. Además, la investigación original del DCO sobre meteoritos condríticos indica que en la Tierra la proporción de elementos volátiles ha mermado en comparación a la proporción hallada en las condritas, aunque la investigación del DCO apunta a esclarecer si existen grandes yacimientos de carbono ocultos en el manto o el núcleo terrestre. Este grupo de trabajo busca cuantificar la cantidad de carbono producido naturalmente en el desgasamiento desde el interior de la Tierra —corteza, manto y núcleo— hacia el ambiente superficial —biósfera, hidrósfera, criósfera y atmósfera. 

### Vida profunda
El grupo que estudia la vida en las profundidades documenta los límites extremos y la extensión global de la vida subsuperficial de nuestro planeta, explorando tanto la diversidad evolutiva y funcional de la biósfera profunda como su interacción con el ciclo del carbono. Se busca mapear la abundancia y diversidad de los microorganismos subsuperficiales a nivel continental y marino a lo largo del tiempo en función de sus propiedades biogeoquímicas y genómicas y sus interacciones con el carbono profundo. 
Combinando evaluaciones in situ e in vitro de biomoléculas y células, el grupo de vida profunda explora los límites ambientales para la supervivencia, el metabolismo y la reproducción de la vida en las profundidades. Los datos obtenidos sirven para la elaboración de modelos y experimentación posteriores sobre cómo incide la vida en el ciclo del carbono y cuál es la relación entre la superficie del planeta y la biósfera profunda. Los participantes de este grupo de trabajo realizan investigaciones dentro del marco del Censo de la Vida Profunda, que busca identificar la diversidad y distribución de la vida microbiana en la subsuperficie continental y marina, así como explorar los mecanismos que gobiernan su evolución y dispersión en la biósfera profunda.
Hacia fines de 2018, se presentaron los resultados de un estudio que abarcó diez años de investigación del DCO. Se reveló que un 70% de las bacterias y arqueas de la Tierra poblaban la subsuperficie hasta 4,8 km de profundidad a nivel continental, y hasta 2,5 km de profundidad bajo el suelo marino, lo que representa unas 23 mil millones de toneladas de carbono.

### Energía profunda
Este grupo se dedica a la cuantificación, desde la escala molecular hasta la global, de las condiciones y procesos ambientales que controlan los orígenes, las formas, las cantidades y los movimientos de los compuestos de carbono fijado derivados del carbono profundo a lo largo de las edades geológicas. La comunidad que estudia la energía profunda utiliza datos de campo obtenidos en unas 25 ubicaciones alrededor del mundo representativas de diversos ambientes terrestres y marinos, para determinar los procesos que controlan los gases abióticos y los seres vivos de la corteza y del manto de la Tierra.
También se utiliza instrumental financiado por el DCO, especialmente para realizar innovadoras mediciones de isotopólogos para discriminar entre metano biótico y abiótico y entre tipos orgánicos provenientes de sitios terrestres y marinos. Otra actividad de investigación realizada es la cuantificación de mecanismos e índices de interacción de la roca fluida, la que produce hidrógeno abiótico y determinados compuestos orgánicos en función de la temperatura, la presión y los compuestos fluidos y sólidos.

### Física y química extremas
Como resultado de una serie de talleres realizados por el DCO, se organizó un grupo de trabajo con el propósito de examinar la física y la química del carbono en condiciones extremas. El objetivo primordial de la comunidad de física y química extremas es mejorar la comprensión del comportamiento físico-químico del carbono en las condiciones extremas que se registran en el interior profundo de la Tierra y otros planetas. La investigación explora la termodinámica de los sistemas que contienen carbono, la cinética química de los procesos profundos, la biología y biofísica bajo temperatura y presión elevadas y la interacción sólido-fluido en condiciones extremas. El grupo además busca identificar nuevos materiales ricos en carbono en el interior de los planetas a efectos de caracterizar dichos materiales e identificar las reacciones en condiciones relevantes al interior planetario.

### Descubrimientos integrados
Para 2020, el DCO espera integrar los descubrimientos hechos por sus comunidades de investigadores en un modelo general del carbono en la Tierra, así como otros modelos y productos dedicados tanto a la comunidad científica como a la divulgación entre el público.

## Hallazgos
Los investigadores del DCO han destacado los resultados de algunas de sus investigaciones:
- los diamantes utraprofundos, > 670 km dentro del manto, contienen la firma geoquímica de los materiales orgánicos de la superficie terrestre, lo que revela el papel de la subducción en el ciclo del carbono.[11]
- es probable la existencia de cantidades significativas de carburo de hierro (cementita) en el núcleo terrestre, representando hasta dos tercios de las reservas de carbono de la Tierra.[12]
- mediante espectrometría de masa de avanzada se ha podido determinar con precisión isotopólogos del metano y así identificar fuentes abiogénicas de metano en la corteza y el manto.[13]
- geósfera y biósfera muestran una evolución vinculada de manera compleja; la ecología y la diversidad de minerales carbonados refleja los eventos principales de la historia de la Tierra, como por ejemplo, la Gran Oxidación.[14]
- los límites conocidos de la vida microbiana se han extendido en términos de presión y temperatura; se ha hallado que microorganismos complejos prosperan incluso a profundidades de 2,5 km de la corteza oceánica.[15]
- el flujo volcánico de CO2 hacia la atmósfera terrestre es el doble de lo que se pensaba previamente, aunque es dos órdenes de magnitud menor que el flujo antropogénico de dicho gas.[16]
- el descubrimiento de depósitos de fluidos salinos antiguos en la corteza continental de >2,6 Ga, ricos en H2, CH4 y 4He, lo que proporciona evidencia de ambientes corticales primitivos quizás capaces de albergar vida.[17]

## Carbon in Earth
Carbon in Earth es el volumen 75 de la revista Reviews in Mineralogy and Geochemistry (RiMG). Publicada como documento de acceso público en marzo de 2013, sintetiza lo que se sabe sobre el carbono profundo y reseña las preguntas que permanecen sin respuesta y que guiarán la investigación futura del DCO. El Observatorio fomenta la publicación de trabajos con acceso público y, en tal sentido, se esfuerza por convertirse en pionero en ciencias de la Tierra, lo que se logra a través de parte del financiamiento institucional.